# 答えて!メロス
『答えて!メロス』（こたえて メロス）は、2006年8月30日から同年9月13日まで、TBS系で放送された毎日放送テレビ（MBSテレビ）制作の旅番組である。放送時間は、毎週水曜19:24 - 19:54(JST)。

## 概要
2005年7月23日に単発として放送されたものでその後『あなた説明できますか?』の視聴率不振による打ち切りのため、秋改編までのつなぎ番組として放送された。
本番組は、仲の良い芸能人2人がお互いに関するクイズに答えていき、答えられなければ罰ゲームとのルールのクイズバラエティーとして、不定期で週末の夕方に放送されていた同名の番組に旅番組の要素を加えて、レギュラー化されたものである。
2006年9月6日放送分は報道特番のため、TBSでは2006年9月9日15:30 - 16:00(JST)に代替放送されたが、そのほかの系列局では、代替放送を行った局があった一方で、視聴率が見込めないことを理由に放送を行わない系列局も存在した。
また、本番組終了後の2006年10月改編でTBSの水曜19時枠には、それまで金曜日に放送されていたTBS制作による2時間の単発特別番組枠が移行し、『水トク!（第1期）』として放送が開始されたため、『まんが日本昔ばなし』とセットで放送されていた水曜日19時台のMBS制作枠は、金曜日19時台に移行し、『ランキンの楽園』が開始された。

## 内容
仲の良い芸能人2人（週替り）が、自分達の思い入れの深い場所を訪ねる。そこで、2人が友情で繋がっているかを確かめるクイズが出題される。

## 出演者

### 司会
- 原口あきまさ
- 島崎和歌子
- はなわ

### ゲスト
- 2005年7月23日 - 品川庄司、萩原流行
- 2006年8月30日 - 林家正蔵、松尾貴史
- 2006年9月6日 - 松本伊代、早見優
- 2006年9月13日 - 坂本冬美、藤あや子

## 関連番組
旅ングアウト